# Фернандо Родригес де Кастро
 Фернандо Родригес де Кастро (исп. Fernando Rodríguez de Castro; 1280—1304/1305, Монфорте-де-Лемос) — крупный кастильский аристократ из дома Кастро. Единственный сын Эстебана Фернандеса де Кастро, сеньора де Лемос и Саррия, и Альдонсы Родригес де Леон. Правнук короля Леона Альфонсо IX.
Сеньор де Лемос и Саррия, Кабрера и Рибера, главный аделантадо Галисии, пертигеро Сантьяго-де-Компостела, комендеро церкви Луго.

## Происхождение
Фернандо Родригес де Кастро был сыном Эстебана Фернандеса де Кастро и Альдонсы Родригес де Леон. По отцовской части он был внуком Фернана Гутьерреса де Кастро, знаменосца (альфереса) короля Леона Альфонсо IX, и Эмилия Иньигес де Мендоса, и по материнской линии был внуком Родриго Альфонсо де Леон, сына короля Леона Альфонсо IX и Инес Родригес де Кабрера.

## Биография
Фернандо Родригес де Кастро родился в 1280 году. Его отец Фернандо Гутьеррес де Кастро был сеньором Лемоса, главным мерино Галисии и главным пертигеро Сантьяго-де-Компостела. Некоторые авторы ошибочно отметили, что в 1285 году Фернандо Родригес де Кастро вступил в брак с Виоланте Санчес де Кастилья, незаконнорожденной дочерью короля Кастилии Санчо IV и Марии де Менесес, но историк Луис де Салазар и Кастро доказал, что их брак был заключен в 1293 году. Это можно заключить из документа, предоставленного в Лайосе 17 апреля того же года Фернандо Родригес де Кастро, в котором он подтвердил депозитное письмо, которое его отец, Эстебан Фернандес де Кастро, предоставил в 1291 году от имени его сына, которым в то время был еще несовершеннолетним.
В этом гарантийном письме Эстебан Фернандес де Кастро передал своей невестке Виоланте виллу и замок Вильямартин-де-Вальдеоррас, расположенный в провинции Оренсе, а также заповедники Аркос-де-ла-Кондеса, Сауседа, Валладарес, Гуллаес, Ногера, Кальделас и Пиас, которые были расположены на землях Сантьяго-де-Компостела и Тороньо, и к которым были добавлены поместья Усеро и Траспинедо в долине реки Эсгева, которые Виоланте Санчес унаследовал от своей матери, и другие владения, которые унаследовал от него в Бургосе, Саагуне, Сеа и Виллафаморе. После смерти своего отца, которая произошла после июня 1291 года, Фернандо Родригес де Кастро унаследовал его владения и стал самым могущественным галисийским магнатом во время правление королей Санчо IV и Фернандо IV.
Во время правления своего тестя Санчо IV Фернандо поддерживал последнего и боролся против инфантов де ла Серда, хотя в 1296 году, во время правления Фердинанда IV Кастильского, он предъявил многочисленные требования королеве Марии де Молина и, после отказа их удовлетворить, он покинул двор и разорвал свои вассальные связи с монархом. Затем он удалился в Галисию в сопровождении Хуана Альфонсо де Альбуркерке и начал поддерживать притязания инфанта Хуана де Кастилья эль-де-Тарифа, претендующего на кастильский трон. В 1298 году он выдвинул новые претензии к королеве Марии де Молина, а позже выступил против короля Фердинанда IV Кастильского.
В Хрониках Фернандо IV говорится, что в 1304 году инфант Филипп Кастильский, брат Фернандо IV, окружил город Монфорте-де-Лемос по приказу своего брата короля, хотя он был еще ребенком, так как ему было всего двенадцать лет. Когда Фернандо Родригес де Кастро был проинформирован, что инфант Филипп окружил его город Монфорте-де-Лемос, прибыл со своими воинами, чтобы помочь осажденным. Советники инфанта Филиппа пытались убедить Фернандо Родригеса вступить в мирные переговоры. Филипп Кастильский был сводным братом его жены Виоланте Санчес де Кастилья. Однако никакого соглашения достигнуто не было, и последовала битва, в которой Фернандо Родригес де Кастро погиб. Однако другие историки, такие как Антонио Лопес Феррейро, утверждали, что осада Лемоса и смерть Фернандо Родригес де Кастро, должно быть, произошел в 1305 году, на основании завещания, которое он предоставил 17 декабря 1305 года. Завещание было помещено в собор Сантьяго-де-Компостела.
После смерти Фернандо Родригеса де Кастро его владения были конфискованы королем Кастилии Фердинандом IV и переданы по большей части сводному брату Виоланте, инфанту Филиппу, который стал, среди прочего, сеньором де Лемос и Саррия, главным аделантадо Галисии.

## Брак и потомство
В результате его брака с Виоланте Санчес Кастильской (ок. 1281 — после января 1330), незаконнорожденной дочерью Санчо IV Кастильского, родились двое детей:
- Педро Фернандес де Кастро (? — 1343), сеньор де Лемос, Монфорте и Саррия. Он занимал многочисленные должности, такие как старший майордом короля Альфонсо XI, старший аделантадо Андалусии, и старший пертигеро Сантьяго. Был одним из самых могущественных кастильских лордов во время правления своего кузена Альфонсо XI.
- Хуана Фернандес де Кастро (? — ок. 1316). В 1314 года вышла замуж за Альфонсо де Валенсию (1282/1283 — 1316), сына инфанта Хуана де Кастилия эль-де-Тарифа и Маргариты Монферратской.